# Cordia superba
Cordia superba é uma árvore nativa do Brasil. Também é conhecida vulgarmente como babosa-branca, entre outros nomes. Ela produz flores brancas grandes em forma de cálice e pequenos frutos esbranquiçados. Possui valor paisagístico, pelas flores vistosas e pelo porte e densidade da copa, e ambiental, pois os frutos são consumidos por animais, permitindo a recomposição da fauna de áreas degradadas. O fruto de polpa gelatinosa e pegajosa também pode ser consumido por humanos.

## Descrição
É arbórea de comportamento sempre-verde, podendo os maiores indivíduos ter altura próxima de 11m e DAP (diâmetro à altura do peito, tida como 1,30m do solo) de 30 cm. O tronco é reto, levemente tortuoso, com fuste atingindo no máximo 5m de altura, considerado curto, apresentando ramificação dicotômica. Sua casca tem até 5mm de espessura, cor marrom escura e levemente fissurada. A copa é globosa e de porte pequeno. Ela se desenvolve melhor em local sombreado, mas tolera o pleno sol.
As folhas são simples, ásperas na página inferior e lisas na superior, medindo de 18 a 24 cm. Porém, seu tamanho e forma variam muito, podendo ser obovadas, oblongo-lanceoladas ou elípticas. As flores são brancas, grandes e profundas, em forma de taça. 
O fruto é uma drupa simples e indeiscente, contendo uma ou duas sementes envoltas por endocarpo endurecido. A casca é esbranquiçada. Tem forma globosa levemente achata na base e no ápice. O mesocarpo é gelatinoso, escorregadio e pegajoso. A sua espessura é apenas 1,5 a 2,5mm, já que a semente ocupa a maior parte do volume do fruto. Essa polpa é totalmente translúcida, podendo ter tonalidade rósea. O gosto é levemente adocicado, com notas lembrando água de coco, assim como consistência e textura semelhantes à carne de coco quando muito mole, pode também ser levemente azedo. Por ser pegajoso, a polpa forma um fino filme na boca, que cria uma sensação tátil similar à dormência, mas que desaparece quando o filme é dissolvido. O fruto é não-climatérico , isto é, não continua a amadurecer depois de colhido, assim como o morango, uva, ou frutas cítricas, e diferente da banana, maçã, ou tomate.

## Nomes vulgares
No brasil, em vários estados, encontrou-se outros possíveis nomes populares para a  árvore:
- Bahia: baba-de-boi-preta e crista-de-galo;
- Minas Gerais: babosa-branca, grão-de-galo, grão-de-porco, jangada, louro, olho-de-moça e pau-jangada;
- Rio Grande do Norte: grão-de-galo;
- Rio de Janeiro: ramela-de-cachorro;
- São Paulo: árvore-de-ranho, baba-de-boi, babosa-branca, carapiá, grão-de-galo e jangada-do-campo.

## Etimologia
O nome do gênero Cordia foi criado em homenagem ao botânico e médico alemão Euricius Cordus (1486-1535) e a seu filho Valerius Cordus (1515-1544). E o epíteto específico superba é uma palavra em latim feminina de "superbus" que significa "soberbo, nobre, orgulhoso, magnífico, excelente", dado por causa das flores magníficas da espécie.

## Ocorrência natural
Foi identificada a ocorrência natural de Cordia superba nos estados de Alagoas, Bahia, espírito santo, Maranhão, Minas Gerais, Paraná, Pernambuco, rio Grande do Norte, Rio de Janeiro e são Paulo. Foi encontrada em latitudes de 5°45'S (no Rio Grande do Norte) a 24°20'S (no Paraná), e em altidudes de 25m (no Rio Grande do Norte) a 1000m (na Bahia).
Ela distribui-se predominantemente no bioma da Mata Atlântica, mas foi também foi encontrada no bioma da Caatinga no Sertão Árido da Bahia.

## Usos

### Como alimento
O fruto é comestível, com polpa mucilaginosa e pegajosa, e sabor doce-adstringente.

### Para gerar energia
Produz lenha é de boa qualidade.

### Para trabalhos em madeira
A madeira é apropriada para marcenaria, carpintaria, obras internas, e carroçaria (cubos de roda e mancais).

### Paisagístico
Pode ser usada na arborização urbana, inclusive em ruas estreitas e sob rede elétrica, devido ao porte e densidade da copa.

### Ambiental
Benéfica para plantios protetivos, pois fornece alimento para fauna silvestre.

## Imagens

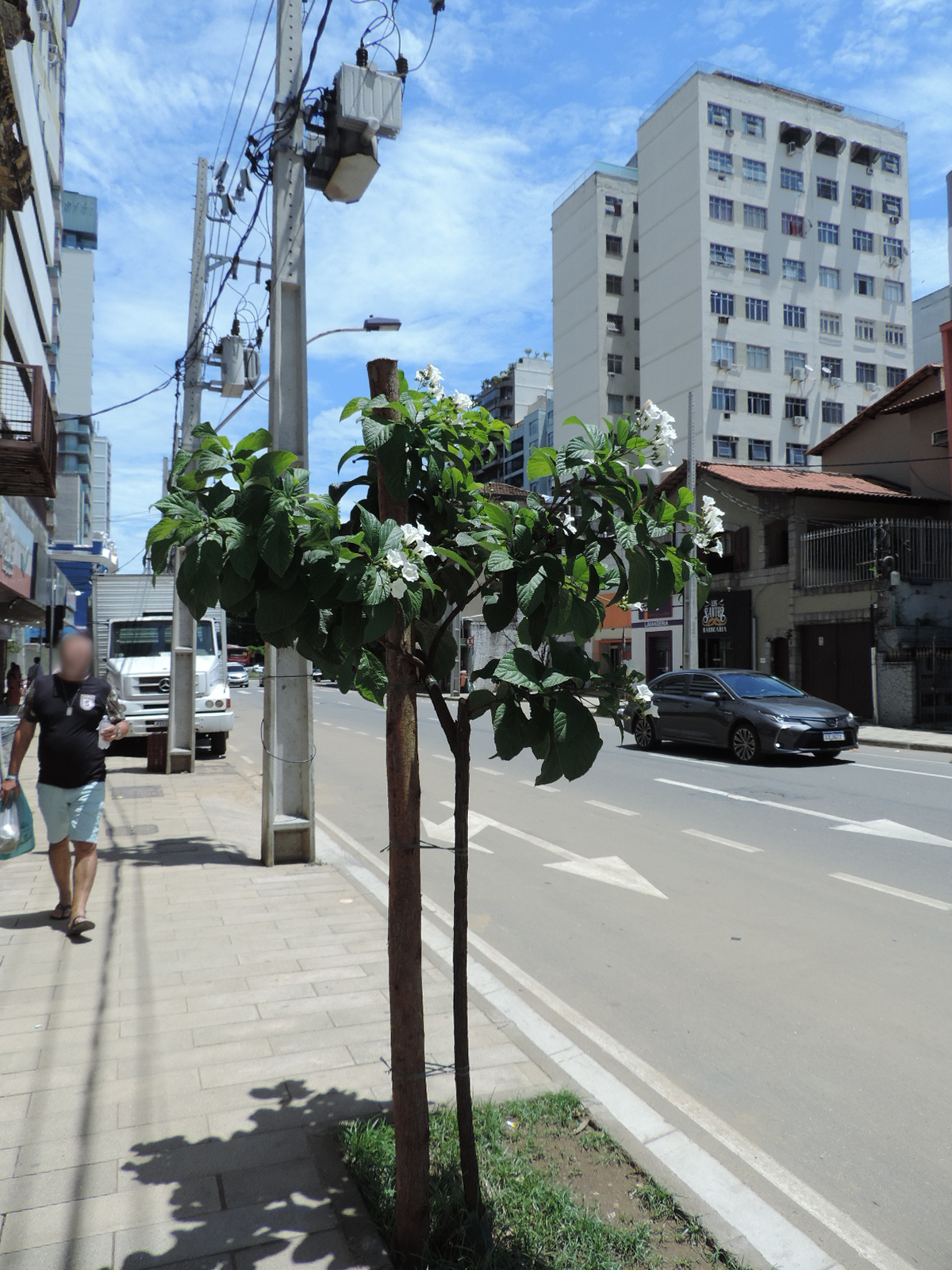
Indivíduo jovem de Cordia superba com aproximadamente 2,5m de altura, plantado para arborização urbana de uma cidade no sudeste brasileiro. Note a bifurcação do caule, descrita neste artigo, que fez necessária uma poda de condução.

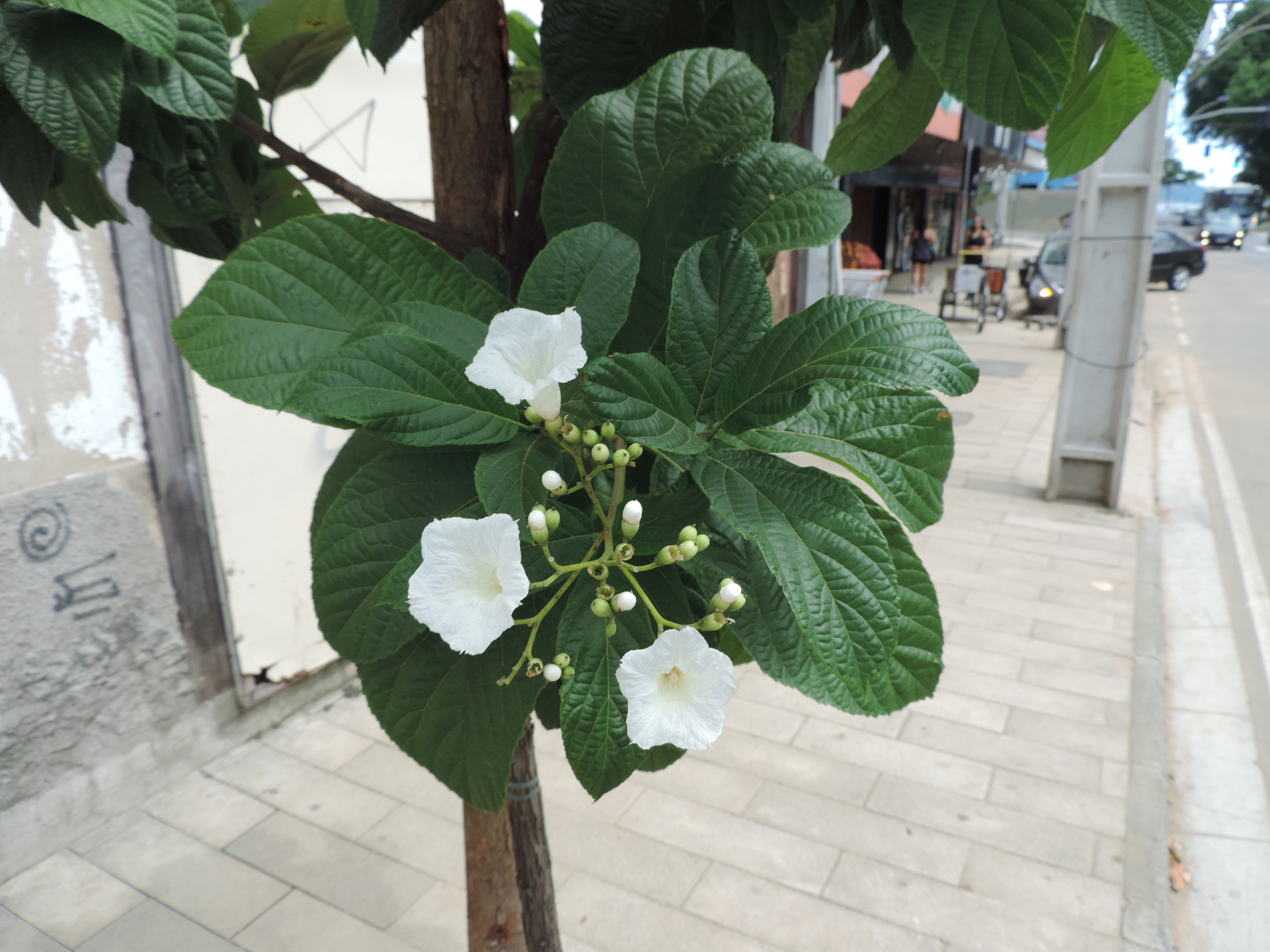
Um dos ramos, mostrando as folhas, flores e botões.

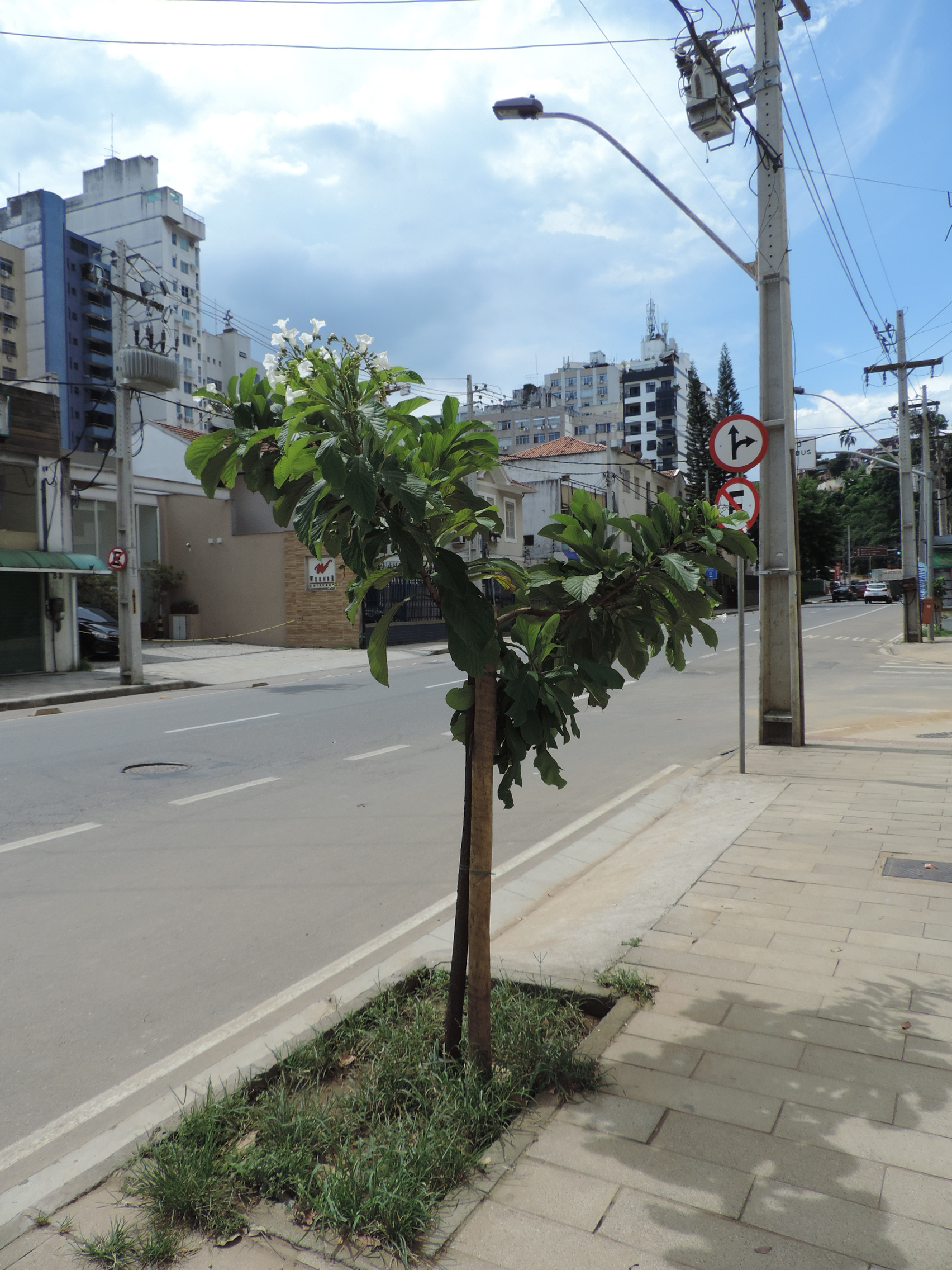
Outro indivíduo jovem com aproximadamente 2,5m de altura na mesma rua.

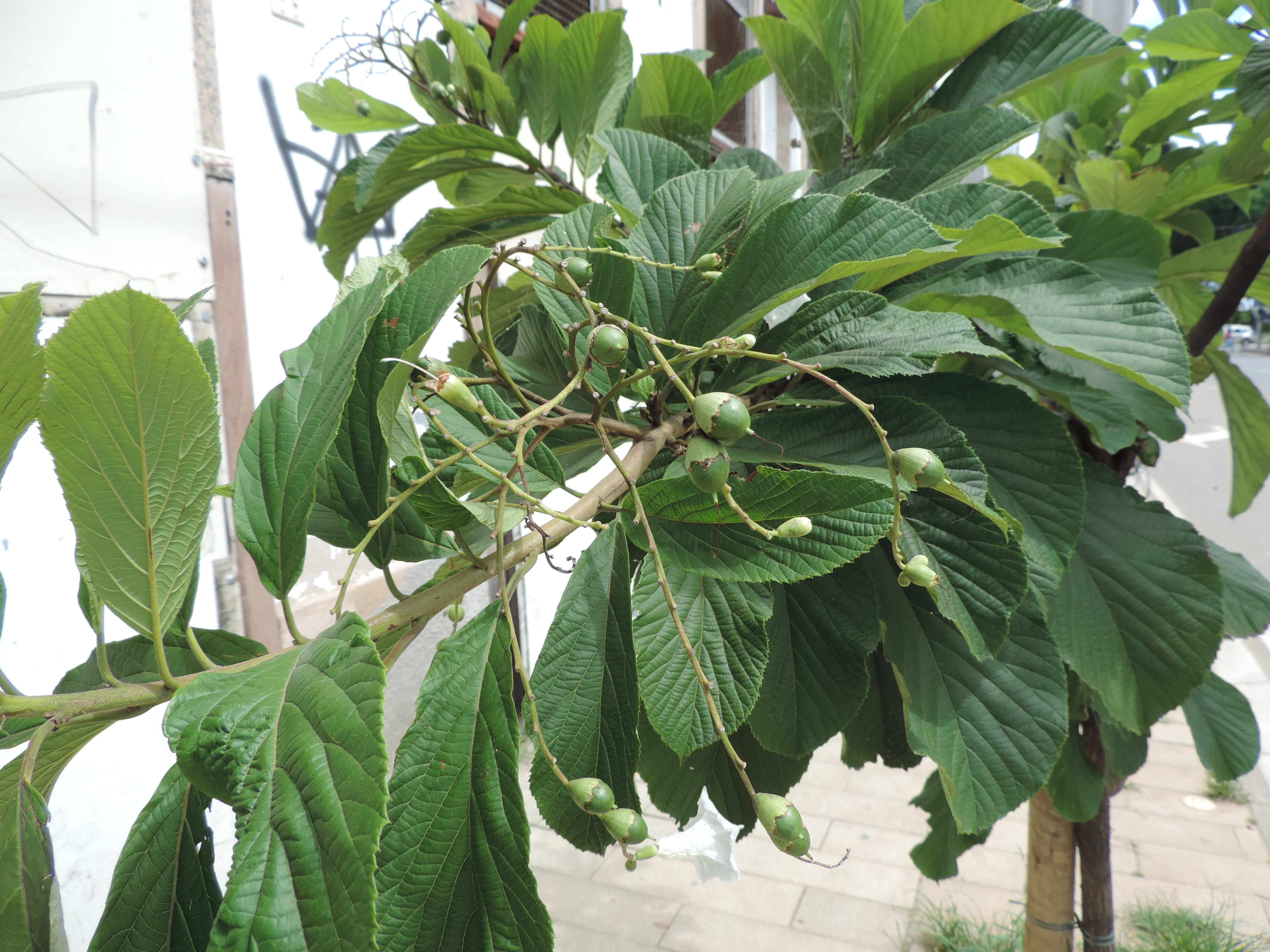
Ramo com frutos não maduros.